# Constantin Burducea
Constantin Burducea (n. Năeni, Buzău - d. ?)  a fost un preot ortodox român și ministru al cultelor în Guvernul Petru Groza în perioada 8 martie 1945 - noiembrie 1946. Preotul Burducea a absolvit seminarul teologic din Buzău și a studiat teologia la Chișinău. În 1944 preotul Burducea a aderat la Uniunea Preoților Democrați Români iar apoi a devenit ministru al cultelor.

## Activitatea legionară
Trecutul legionar al preotului Burducea era cunoscut ministrului Petre Constantinescu-Iași, chemat în iulie 1945 să aplaneze un conflict legat de protejatul său. Burducea s-a înscris în Mișcarea Legionară în 1940, când aceasta a preluat puterea, iar înainte de a deveni legionar a fost adeptul lui A. C. Cuza, făcând parte din Liga Apărării Național Creștine și din Partidul Național Creștin.

## Abuzuri în calitate de ministru
În ședința Sfântului Sinod din 30 iulie 1945 a fost luată în discuție plângerea formulată de preotul Vasile Ionescu din București, în care acesta a reclamat faptul că ministrul Burducea a virat propriei parohii, Progresul, suma de cinci milioane de lei din fondul ministerului, sumă care trebuia împărțită mai multor biserici. De asemenea preotul Ionescu a reproșat faptul că Burducea „și-a făcut o cruce pectorală de peste cinci sute de mii de lei din aceleași fonduri” și că „servitorii de acasă îi plătește din bugetul ministerului.”

## Fuga în străinătate
În anul 1948 a fugit împreună cu familia în Iugoslavia, de unde, cu sprijin american, a fost internat într-un lagăr de refugiați de lângă Roma. În 1956 era semnalat în Buenos Aires, iar zece ani mai târziu în Venezuela. În Venezuela a devenit un prosper om de afaceri.

## Varia
În legătură cu preotul Constantin Burducea a rămas în istoria orală o butadă care arată ambiguitatea poziției sale ca ministru al cultelor într-un guvern comunist. Când doi oameni se întâlneau - spune anecdota - unul îl întreba pe celălalt: „- Ce mai faci?” și răspunsul era: „- Ce să fac? Ia, ca părintele Burducea / Când cu steaua, când cu crucea...”

## Scrieri
- Biserica episcopală din Buzău, București, 1931[9]